# Discop

Portrait von Discop

 Discop (Amalgamierung aus Disco und Cop) ist ein anonymer Street-Art-Künstler, Designer und Heraldiker aus Deutschland, der vor allem durch seine gesellschaftskritischen Graffiti und Installationen im öffentlichen Raum bekannt wurde. Seine Werke thematisieren häufig die Polizei, Überwachung und soziale Missstände. Aufgrund seiner Anonymität gibt es wenig gesicherte Informationen zu seiner Person. Sein bürgerlicher Name und seine wahre Identität sind bis heute nicht bekannt.

## Leben und Identität
Es gibt Spekulationen, dass Discop möglicherweise ein Polizist oder zumindest eine enge Verbindung zur Polizei hat, da er unter anderem mehrfach mit der Polizei bei seinen Werken kooperierte. Er selbst gibt nach eigenen Angaben keine persönlichen Informationen preis und lässt seine Kunst für sich sprechen. Eine offizielle Verbindung zur Polizei konnte bis heute allerdings nicht Nachgewiesen werden.

## Werke und Ausstellungen

Discop-Kunst im Stil von Banksy

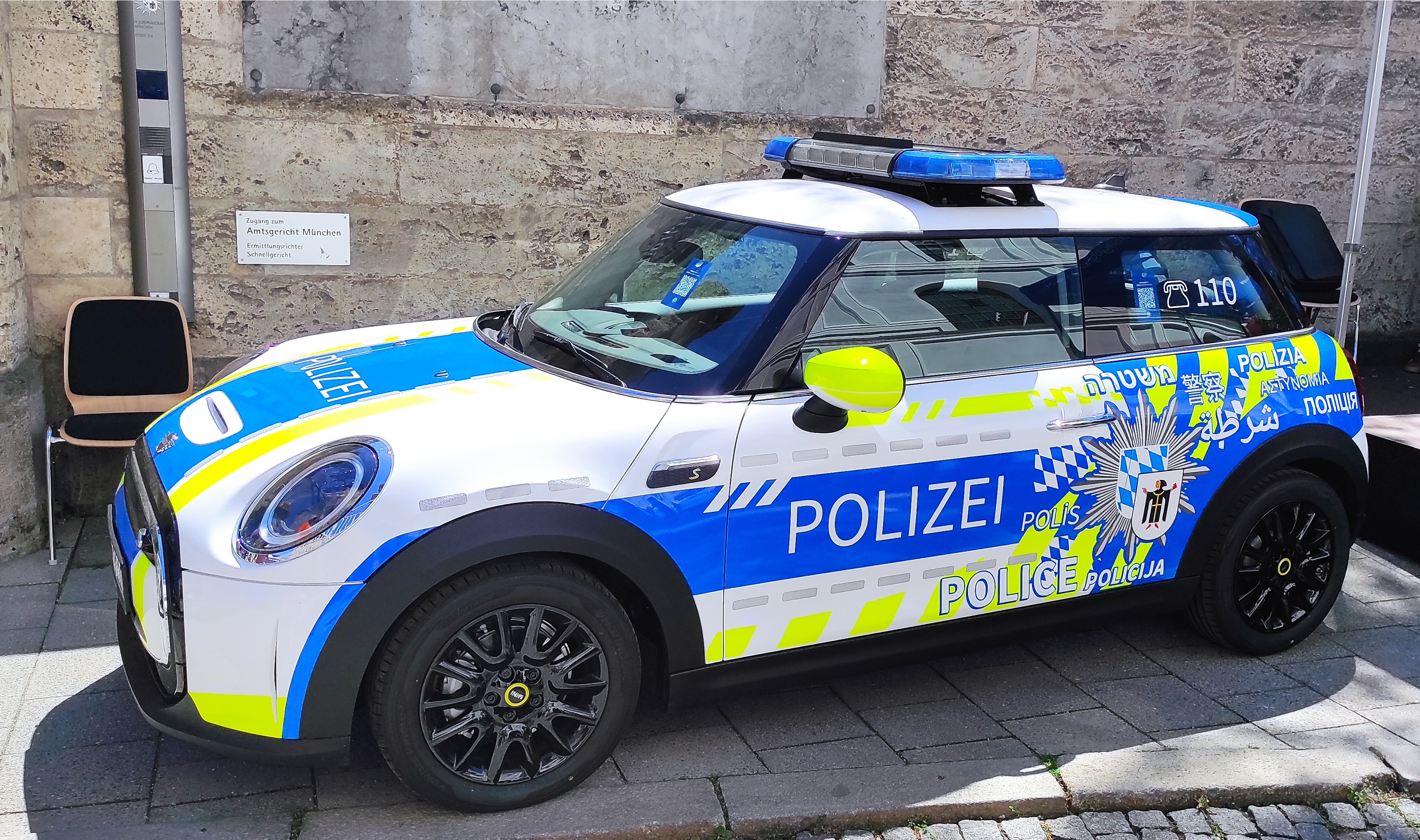
Elektro-Mini der Polizei München

Discop ist vor allem in und um München aktiv. Mit einem Werk in Oberschleißheim, im Stil von Banksy, erhielt er erste Medienaufmerksamkeit, bei dem der Stellvertretende Dienststellenleiter der örtlichen Polizei seine Anerkennung zeigte.
Er hat Werke geschaffen, die sich mit aktuellen politischen und gesellschaftlichen Themen befassen, darunter die Ukraine-Krise, sowie Menschenrechtsverletzungen in China.
Im Rahmen eines Kreativwettbewerbs im November 2022 gewann Discop den Wettbewerb zur Gestaltung eines Elektro-MINI für die Pressestelle der Polizei München. Sein Design integriert verschiedene Sprachen, um die Kommunikation und Vielfalt in München zu symbolisieren. Die Polizei erklärte auf Social Media, dass der Künstler mit diesem Design gegen die übliche „Wir gegen Die“-Mentalität rebellieren und eine Botschaft der Offenheit und Verständigung vermitteln wollte. Man würdigte die Gestaltung als Zeichen der Weltoffenheit und Vielfalt der Stadt. Das Fahrzeug führt seit seiner Präsentation im Jahre 2022 den Umzug des Oktoberfest an.
Der deutsche Graffiti-Künstler Loomit äußerte sich lobend über Discop und dessen künstlerisches Talent. In einem Interview mit der Süddeutschen Zeitung erklärte er, dass Discop gemeinsam mit dem Künstler Justus Körtgen aus einem Zwischennutzungsprojekt in Puchheim hervorgegangen sei. Loomit hob hervor, dass bei beiden ein großes Potenzial geweckt worden sei und er überzeugt sei, dass noch viel von ihnen zu erwarten sei.
Kurz nach dem Angriff auf die Ukraine malte Discop zusammen mit den Künstlern Melander „Lando“ Holzapfel und Werner „Scout“ Walossek ein gemeinsames Motiv in Puchheim, welches eine Ukrainische und Russische Soldatin zeigte, die sich küssten. Während viele die Botschaft unterstützten, gab es auch kritische Stimmen, die sich an der politischen Aussage störten. Discop reflektierte zudem über die Kritik an seinem Ukraine-Graffiti und räumte ein, dass das Werk möglicherweise zu polarisierend gestaltet war. Obwohl das Motiv mit der Intention geschaffen wurde, Spenden für die Ukraine zu sammeln, sei nicht jede künstlerische Aussage für alle verständlich oder passend. Er merkte an, dass eine massenkompatiblere Gestaltung möglicherweise besser angekommen wäre, betonte jedoch, dass jedes seiner Werke letztlich ein Appell an Menschlichkeit und Frieden sei.
Ein weiteres Projekt von Discop war eine satirische Installation, in der er eine fiktive Polizeiinspektion mit Zellen, Büros, Tatorten und einem Vivisektions-Labor erschafft. Als „Leiter der paranormalen Ermittlungseinheit“ karikierte er mit dieser Performance den Eifer bayerischer Strafverfolgungsbehörden bei Bagatelldelikten wie Graffiti oder geringen Drogenvergehen. Dabei spielt er mit Elementen der Hexenverfolgung, des Exorzismus und der Popkultur, insbesondere den „Ghostbusters“.
2024 stellte Discop im Puchheimer Kulturzentrum unter dem Titel „Im Rahmen des Gesetzes: Street-Art, Design, Polizeikunst“ aus. Die Ausstellung setzte sich mit der Schnittstelle zwischen Kunst und staatlichen Institutionen auseinander und zeigte neben Street-Art-Werken auch von der Polizei beauftragte Designs. Besondere Aufmerksamkeit erhielten die von Discop entworfenen Aufnäher, die zum Teil von der Polizei öffentlich im Dienst getragen werden dürfen. Weitere Motive zeigten durch japanische Manga inspirierte Figuren sowie sozialkritische Motive, welche nach Angaben des Künstlers die Polizei als eine Figur zwischen Gut und Böse darstellen soll, um diese von einem Feindbild wegzurücken.